# Verbascum giganteum
Verbascum giganteum — вид рослин родини Ранникові (Scrophulariaceae). лат. giganteum — «гігант».

## Морфологія
Дворічна трав'яниста рослина, нерозгалужена, прямостояча від 100 до 150 см з розеткою великих листів при основі. Рослина має світло-зелений колір, у тому числі плоди покриті щільним шаром волосків, надаючи йому дуже м'який дотик. Квітки жовті, розташовані в довгому і щільному колоску.

## Поширення, біологія
Піренейський півострів. Він росте в пухкому піску пляжів і в підліску соснових лісів.

## Галерея

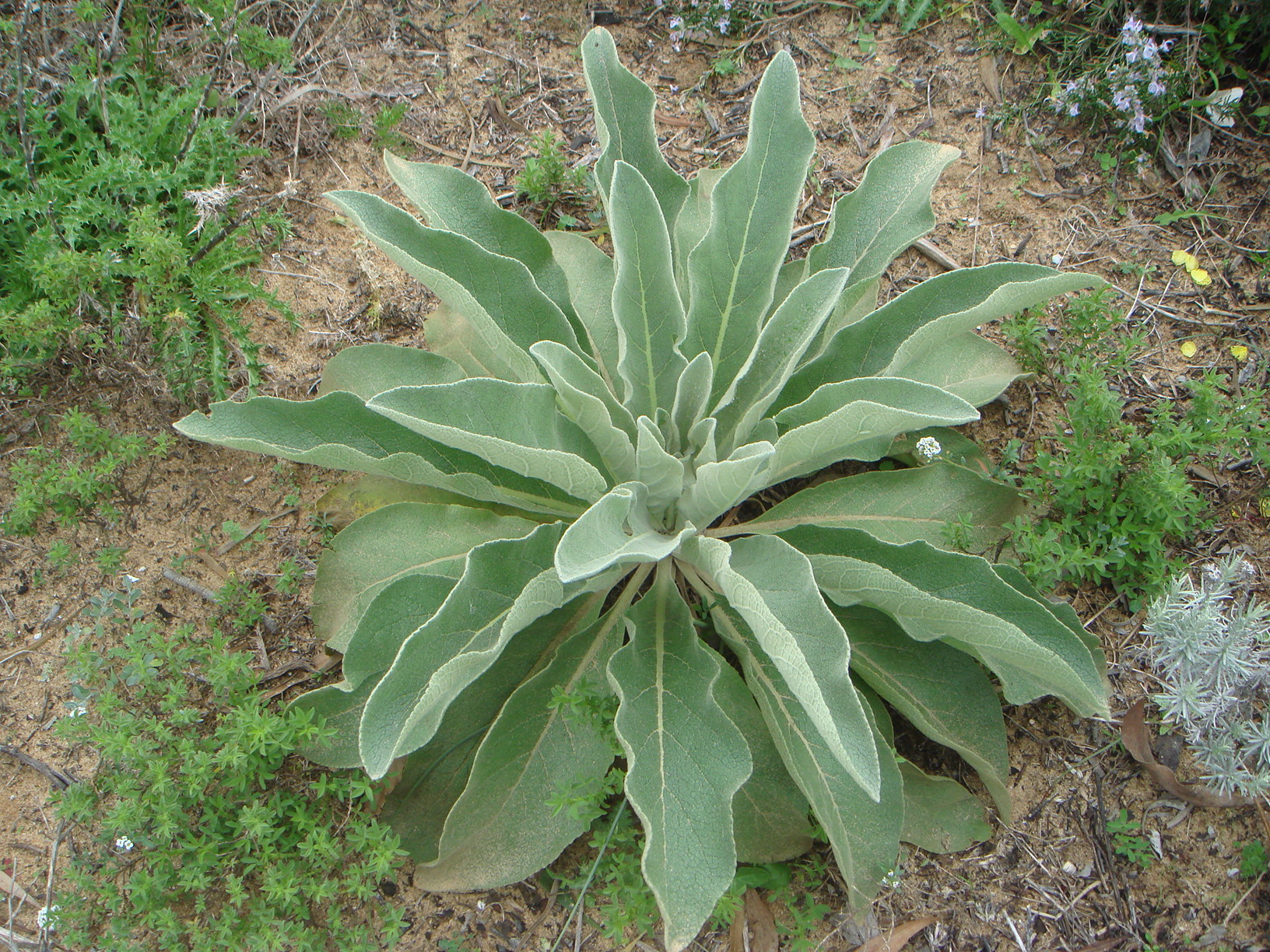
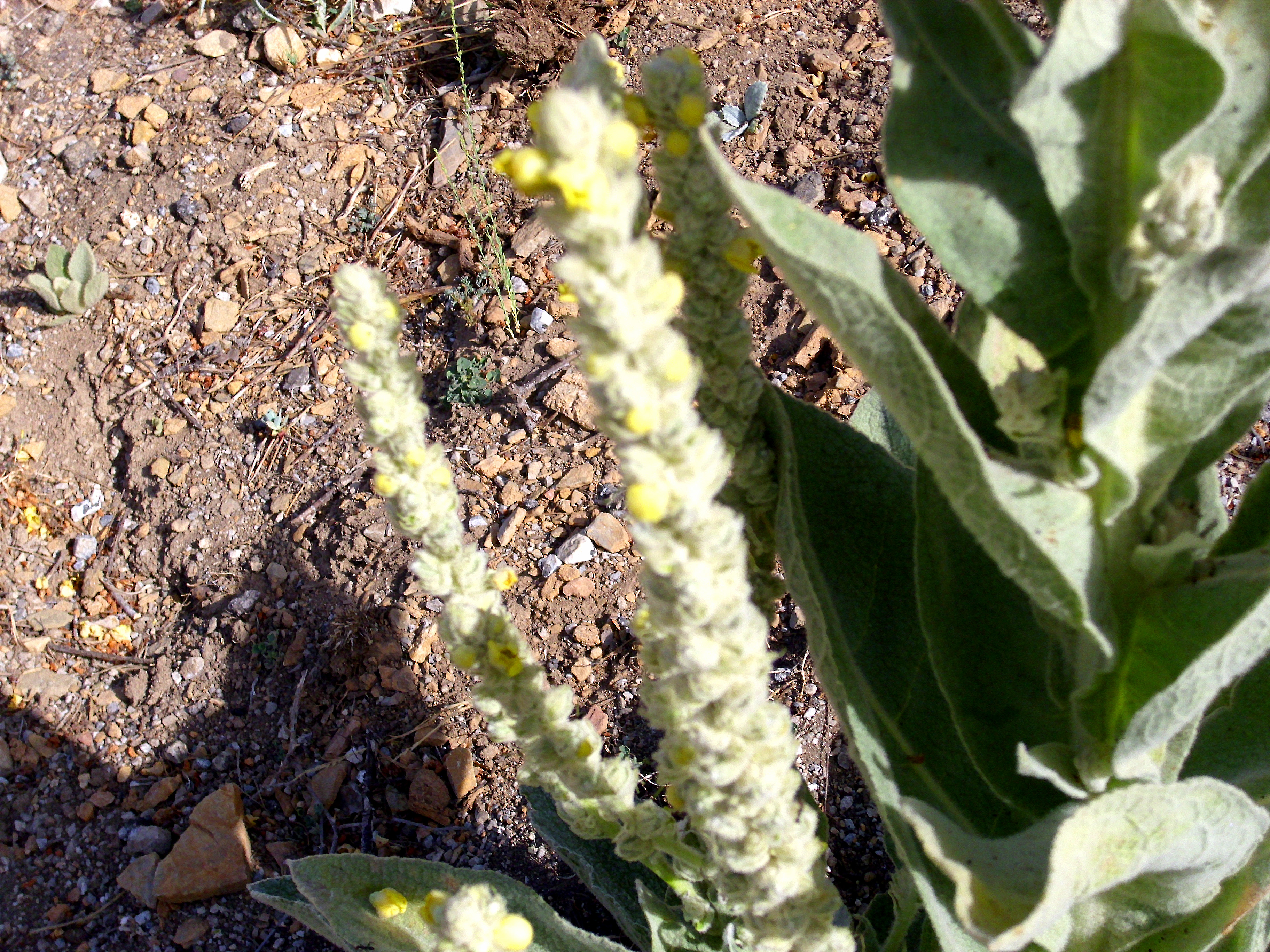

| Гібіскус | Це незавершена стаття про квіткові рослини. Ви можете допомогти проєкту, виправивши або дописавши її. |